# ماثيو سميث (لاعب كريكت)
ماثيو سميث (10 نوفمبر 1990 - )  (بالإنجليزية: Matthew Smith)‏ هو لاعب كريكت بريطاني.